# Lovinac
Lovinac (italsky Lovinaz) je vesnice a opčina v Chorvatsku v Licko-senjské župě. Nachází se asi 31 km jihovýchodně od Gospiće. V roce 2011 žilo v Lovinaci 257 obyvatel, v celé občině pak 1 007 obyvatel. Přestože se v občině nachází větší vesnice Sveti Rok, je správním střediskem opčiny Lovinac.
Opčina zahrnuje celkem 10 trvale obydlených vesnic.
- Gornja Ploča – 45 obyvatel
- Kik – 4 obyvatelé
- Ličko Cerje – 88 obyvatel
- Lovinac – 257 obyvatel
- Raduč – 12 obyvatel
- Ričice – 76 obyvatel
- Smokrić – 23 obyvatel
- Sveti Rok – 279 obyvatel
- Štikada – 216 obyvatel
- Vranik – 7 obyvatel

Blízko Lovinace prochází dálnice A1.